# Contour Crafting
Contour crafting ist eine 3D-Druck-Technologie im Bauwesen, die von Behrokh Khoshnevis vom Information Sciences Institute in der Viterbi School of Engineering der University of Southern California entwickelt wurde. Behrokh Khoshnevis ist Professor für Ingenieurwissenschaften, er ist unter anderem Mitglied der National Academy of Engineering und in der CAD/CAM-, Robotik- und Mechatronik-bezogenen Forschung tätig. Im Jahre 2017 wurde er vom Connected World Magazine zu den zehn besten akademischen Pionieren im Bereich des Internets der Dinge (IoT) gezählt.
Bei diesem Verfahren wird ein computergesteuerter (Portal-)Kran eingesetzt oder ein Industrieroboter, ähnlich wie er bei Roboter-Schweißsystemen verwendet wird. Dabei können Gebäude mit wesentlich weniger Handarbeit schneller und effizienter errichtet werden. Ursprünglich als Methode zum Bau von Formen für Industrieteile konzipiert, passte Khoshnevis diese Technologie an die Erfordernisse für den schnellen Hausbau an. Ziel war, nach Naturkatastrophen – wie den verheerenden Erdbeben, die sein Heimatland Iran heimgesucht haben – einen raschen Wiederaufbau zu ermöglichen.
Unter Verwendung eines schnell abbindenden betonähnlichen Materials werden beim Contour Crafting Schicht für Schicht die Wände des Hauses geformt. Die Räume der Gebäude werden dann durch Boden- bzw. Deckenplatten abgeschlossen, die mit Hilfe eines Krans an den Einsatzort gebracht werden. Das angedachte Konzept sieht vor, dass strukturelle Komponenten, Rohrleitungen, Kabel, Versorgungseinrichtungen und sogar Verbrauchergeräte wie audiovisuelle Systeme während des Aufbaus der Schichten eingefügt werden.

## Geschichte
Im Sommer 2008 stellte die Firma Caterpillar Inc. finanzielle Mittel zur Verfügung, um ein Forschungsprojekt der Viterbi School of Engineering zu unterstützen, mit dem eine Technologie zur Herstellung eines Hauses mit einem 3D-Druckverfahren entwickelt werden sollte. Im darauffolgenden Jahr gründeten Absolventen der Singularity University ein Projekt mit Khoshnevis als CTO zur Kommerzialisierung von Contour Crafting. Das Projekt erhielt den Namen „ACASA“.
Im Jahr 2010 behauptete Khoshnevis, dass mit seinem System ein ganzes Haus an einem einzigen Tag gebaut werden könne und dass bei der Produktion mit dem elektrisch betriebene Kran nur sehr wenig Bauabfall entstehen würde. Beim Bau eines herkömmlichen Holzrahmenhauses fallen schätzungsweise durchschnittlich drei bis sieben Tonnen Abfall an. Durch die Verwendung von Konturbearbeitungstechniken – wie sie beim contour crafting zum Einsatz kommen – können die Umweltauswirkungen erheblich verringert werden, da überhaupt kein Material verschwendet wird. Darüber hinaus verursacht das Konturenschneiden mit der verwendeten Ausrüstung weder Lärm noch Staub und setzt keine schädlichen Emissionen in die Umwelt frei.
Khoshnevis gab im Jahr 2010 bekannt, dass die NASA Contour Crafting auf seine Anwendung beim Bau von Basen auf dem Mars und dem Mond prüfe. Drei Jahre später – im Jahr 2013 – finanzierte die NASA eine kleine Studie an der University of Southern California, um die 3D-Drucktechnik „Contour Crafting“ weiterzuentwickeln. Zu den potenziellen Anwendungen dieser Technologie gehört die Konstruktion von Mondstrukturen aus einem Material, das zu 90 Prozent aus Mondmaterial besteht und für das lediglich zehn Prozent des Materials von der Erde transportiert werden müssten.
Im Jahr 2017 gab die Contour Crafting Corporation (mit Khoshnevis als CEO) eine Partnerschaft mit und eine Investition von Doka Ventures bekannt. In der Pressemitteilung kündigten sie an, dass sie Anfang des folgenden Jahres mit der Auslieferung der ersten Drucker beginnen würden.